# Lovas Elemér
Lovas Elemér Károly (1906-ig Leitner Elemér; Sümeg, 1889. november 3. – Pannonhalma, 1949. szeptember 28.) bencés tanár, történész, régész.

## Élete
1906-ban lépett a bencés rendbe. Pápán és Kőszegen lett tanár, majd 1922-1940 között a győri bencés gimnázium tanára volt. Emellett a bencés múzeum vezetője, melyet ásatásokkal gyarapított és rendezett. Súlyosbodó betegsége és győri konfliktusai egyaránt hozzájárulhattak ahhoz, hogy 1940-ben Pannonhalmára helyezték. Itt főiskolai tanár, levéltáros és a régészeti gyűjtemény vezetője volt. 1942-től haláláig betegszabadságon volt.
1939–1940-ben a Győri Szemle szerkesztője. Pápán, a helyi lapban szépirodalmi alkotásokat publikált.
Ő nevezte el Rómer Flórisról a győri bencés gyűjteményt.
A pannonhalmi Bencés főapátság Boldogasszony-kápolnájában nyugszik.

## Művei
- 1913 Árpádházi B. Margit és kora. Doktori értekezés. Kolozsvári értekezések a magyar művelődéstörténet köréből 4. Kolozsvár
- 1916 B. Margit történetének részletes forráskritikája
- 1926 A győri szentbenedekrendi Czuczor Gergely kath. gimnázium története 1900-1926
- 1933 Római temetők és sírok Győrött és környékén. Győr
- 1934 Néprajz és régészet falun. Győr
- 1937 Pannonhalma környéke az ó- és középkorban. Régészeti tanulmányok. A Pannonhalmi Szemle könyvtára 3. Pannonhalma
- 1937 Pannónia római úthálózata Győr környékén. Pannonhalma
- 1940 Győr város kialakulásának vázlata. Győri füzetek 2.
- 1940 Árpádházi Boldog Margit élete. Budapest
- 1941 Árpádházi B. Margit első életrajzának irója – Marcellus. Pannonhalma
- 1941 Bronzkori kultúrák Győr környékén. Győri Szemle könyvtára 18. Győr
- 1942-1943 Győr története a XIII. sz. közepéig I-II. (szerk.)
- 1942 Győr város régészeti katasztere. Győr
- Római kis bronz szobrok a győri bencés Rómer Flóris Múzeumban